# ISO 3166-1 numérico
ISO 3166-1 numérico (ou numérico-3) os códigos são três dígitos, código de país é definido em ISO 3166-1, parte do ISO 3166 padrão publicado pela Organização Internacional para Padronização (ISO), para representar países, territórios dependentes, e de zonas especiais de interesse geográfico. Eles correspondem aos códigos de três dígitos de país desenvolvido e mantido pela Divisão Estatística das Nações Unidas. Eles foram incluídos na primeira parte da norma ISO 3166 na sua segunda edição em 1981, mas eles foram libertados pelas Nações Unidas desde o iníco de 1970.
Uma vantagem dos códigos numéricos sobre códigos alfabéticos é independência escrita (sistema de escrita). A norma ISO 3166 conta com códigos alfabéticos em alfabeto inglês e são adequadas para as línguas com base no alfabeto latino.
Para as pessoas e os sistemas utilizando escritas não-latinas, como o árabe, Bengali, chinês, cirílico, devanagari, grego, Hangul, Japonês, o alfabeto Inglês pode ser indisponível ou difícil de usar, entender ou interpretar corretamente. Embora códigos numéricos superem os problemas de dependência escrita, esta independência vem naturalmente à custa de mnemônica conveniência

## Códigos atuais

### Elementos de código atribuído oficialmente
Abaixo está uma lista completa dos atuais códigos numéricos ISO 3166-1 oficialmente atribuídos, com nomes de país curto, em Inglês oficialmente utilizado pela norma ISO 3166 Maintenance Agency (ISO 3166/MA):
```
004 
Afeganistão

008 
Albânia

010 
Antárctica

012 
Argélia

016 
Samoa Americana

020 
Andorra

024 
Angola

028 
Antígua e Barbuda

031 
Azerbaijão

032 
Argentina

036 
Austrália

040 
Áustria

044 
Bahamas

048 
Barém

050 
Bangladesh

051 
Armênia

052 
Barbados

056 
Bélgica

060 
Bermudas

064 
Butão

068 
Bolívia

070 
Bósnia e Herzegovina

072 
Botsuana

074 
Ilha Bouvet

076 
Brasil

084 
Belize

086 
Território Britânico do Oceano Índico

090 
Ilhas Salomão

092 
Ilhas Virgens Britânicas

096 
Brunei

100 
Bulgária

104 
Mianmar

108 
Burundi

112 
Bielorrússia

116 
Camboja

120 
Camarões

124 
Canadá

132 
Cabo Verde

136 
Ilhas Cayman

140 
República Centro-Africana

144 
Sri Lanca

148 
Chade

152 
Chile

156 
China

158 
Taiwan, Província da China

162 
Ilha Christmas

166 
Ilhas Cocos (Keeling)

170 
Colômbia

174 
Comores

175 
Maiote

178 
Congo

180 
Congo, a República Democrática do

184 
Ilhas Cook

188 
Costa Rica

191 
Croácia

192 
Cuba

196 
Chipre

203 
Chéquia

204 
Benim

208 
Dinamarca

212 
Dominica

214 
República Dominicana

218 
Equador

222 
El Salvador

226 
Guiné Equatorial

231 
Etiópia

232 
Eritreia

233 
Estónia

234 
Ilhas Faroé

238 
Ilhas Falkland

239 
Ilhas Geórgia do Sul e Sandwich do Sul

242 
Fiji

246 
Finlândia

248 
Ilhas Åland

250 
França

254 
Guiana Francesa

258 
Polinésia Francesa

260 
Territórios Franceses do Sul

262 
Djibuti

266 
Gabão

268 
Geórgia

270 
Gâmbia

275 
Palestina
 (Territórios Palestinos)
276 
Alemanha

288 
Gana

292 
Gibraltar

296 
Kiribati

300 
Grécia

304 
Gronelândia

308 
Granada

312 
Guadalupe

316 
Guam

320 
Guatemala

324 
Guiné

328 
Guiana

332 
Haiti

334 
Ilha Heard e Ilhas McDonald

336 
Santa Sé (Estado da Cidade do Vaticano)

340 
Honduras

344 
Hong Kong

348 
Hungria

352 
Islândia

356 
Índia

360 
Indonésia

364 
Irão, República Islâmica do

368 
Iraque

372 
República da Irlanda

376 
Israel

380 
Itália

384 
Costa do Marfim

388 
Jamaica

392 
Japão

398 
Cazaquistão

400 
Jordânia

404 
Quénia

408 
Coreia, República Popular Democrática da

410 
Coreia, República da

414 
Kuwait

417 
Quirguistão

418 
Laos, República Democrática Popular do

422 
Líbano

426 
Lesoto

428 
Letónia

430 
Libéria

434 
Jamahiriya Árabe Líbia

438 
Liechtenstein

440 
Lituânia

442 
Luxemburgo

446 
Macau

450 
Madagáscar

454 
Maláui

458 
Malásia

462 
Maldivas

466 
Mali

470 
Malta

474 
Martinica

478 
Mauritânia

480 
Maurícia

484 
México

492 
Mônaco

496 
Mongólia

498 
Moldávia

499 
Montenegro

500 
Montserrat

504 
Marrocos

508 
Moçambique

512 
Omã

516 
Namíbia

520 
Nauru

524 
Nepal

528 
Países Baixos

530 
Antilhas Holandesas

533 
Aruba

540 
Nova Caledónia

548 
Vanuatu

554 
Nova Zelândia

558 
Nicarágua

562 
Níger

566 
Nigéria

570 
Niue

574 
Ilha Norfolk

578 
Noruega

580 
Ilhas Marianas do Norte

581 
Ilhas Menores Distantes dos Estados Unidos

583 
Estados Federados da Micronésia

584 
Ilhas Marshall

585 
Palau

586 
Paquistão

591 
Panamá

598 
Papua-Nova Guiné

600 
Paraguai

604 
Peru

608 
Filipinas

612 
Ilhas Pitcairn

616 
Polônia

620 
Portugal

624 
Guiné-Bissau

626 
Timor-Leste

630 
Porto Rico

634 
Catar

638 
Reunião

642 
Romênia

643 
Federação Russa

646 
Ruanda

652 
São Bartolomeu

654 
Santa Helena (território)

659 
São Cristóvão e Neves

660 
Anguila

662 
Santa Lúcia

663 
São Martinho (França)

666 
São Pedro e Miquelão

670 
São Vicente e Granadinas

674 
San Marino

678 
São Tomé e Príncipe

682 
Arábia Saudita

686 
Senegal

688 
Sérvia

690 
Seicheles

694 
Serra Leoa

702 
Singapura

703 
Eslováquia

704 
Vietname

705 
Eslovénia

706 
Somália

710 
África do Sul

716 
Zimbabwe

724 
Espanha

732 
Saara Ocidental

736 
Sudão

740 
Suriname

744 
Svalbard
 e 
Jan Mayen

748 
Essuatíni

752 
Suécia

756 
Suíça

760 
República Árabe Síria

762 
Tajiquistão

764 
Tailândia

768 
Togo

772 
Toquelau

776 
Tonga

780 
Trindade e Tobago

784 
Emirados Árabes Unidos

788 
Tunísia

792 
Turquia

795 
Turcomenistão

796 
Ilhas Turcas e Caicos

798 
Tuvalu

800 
Uganda

804 
Ucrânia

807 
Macedônia do Norte

818 
Egito

826 
Reino Unido

831 
Guernsey

832 
Jersey

833 
Ilha de Man

834 
Tanzânia, República Unida da

840 
Estados Unidos

850 
Ilhas Virgens Americanas

854 
Burquina Fasso

858 
Uruguai

860 
Uzbequistão

862 
Venezuela

876 
Wallis e Futuna

882 
Samoa

887 
Iémen

894 
Zâmbia
```

### Elementos de código destinados por usuário
Elementos de código destinados por usuário estão à disposição dos usuários que precisam de acrescentar mais nomes de países, territórios ou outras entidades geográficas para a sua in-house aplicação da norma ISO 3166-1,  e o ISO 3166/MA nunca irá utilizá-los no processo de atualização da norma. Os códigos numéricos 900 a 999 podem ser destinados por usuário.

## Códigos retirados
Quando os países se fundem, dividem, ou sofrem mudança territorial, os seus códigos numéricos são retirados e novos códigos numéricos são atribuídos. Por exemplo:
- Alemanha Oriental e Alemanha Ocidental foram atribuídos códigos numéricos 278 e 280 respectivamente, em 1990, antes da sua unificação. Desde então, a única Alemanha, foi atribuído o código numérico 276, mantendo o código alfabético atribuído a Alemanha Ocidental.
- Etiópia foi atribuído o código numérico 230 antes da Eritreia desligar-se em 1993. Desde então, à Etiópia foi destinado o  código numérico  231 , guardando os mesmos códigos alfabéticos.

Se um país muda seu nome, sem qualquer mudança territorial, o seu código numérico permanece o mesmo. Por exemplo, quando Birmânia foi renomeada Mianmar sem mudança territorial, em 1989, os seus códigos alfabéticos foram alteradas, mas o seu código numérico  104  tem-se mantido o mesmo.
Os seguintes códigos numéricos foram retirados do ISO 3166-1 (ou equivalentes listas publicadas pela Organização das Nações Unidas):
```
080 
Território Antárctico Britânico

128 
Ilhas Canton e Enderbury

200 
Checoslováquia

216 
Dronning Maud Land

230 
Etiópia
 (antes da 
Eritreia
 desligar-se)
249 
França Metropolitana

274 
Faixa de Gaza

278 
República Democrática Alemã

280 
Alemanha, República Federal da
 (Alemanha Ocidental)
282 
República Democrática Alemã, Berlim

284 
Alemanha, Berlim Ocidental

396 
Ilha Johnston

488 
Ilhas Midway

532 
Antilhas Holandesas
 (antes de 
Aruba
 separar-se)
536 
Zona neutra Arábia Saudita-Iraque

582 
Ilhas do Pacífico, Protectorado das

590 
Panamá
 (antes da fusão com a 
Zona do Canal do Panamá
)
594 
Zona do Canal do Panamá

650 
Ilhas Ryukyu

658 
Saint Christopher-Nevis-Anguilla

698 
Sikkim

714 
Vietname do Sul

720 
República Democrática do Iémen

728 
Espanhola na África do Norte

810 
União Soviética

849 
Ilhas Diversas Americanas do Pacífico

872 
Ilha Wake

886 
Iémen, República Árabe do

890 
República Socialista Federativa da Iugoslávia

891 
Sérvia e Montenegro
```

Note que não existem códigos numéricos reservados na norma ISO 3166-1.